# La Chapelle-sur-Usson
La Chapelle-sur-Usson är en kommun i departementet Puy-de-Dôme i regionen Auvergne-Rhône-Alpes i centrala Frankrike. Kommunen ligger i kantonen Jumeaux som tillhör arrondissementet Issoire. År 2022 hade La Chapelle-sur-Usson 86 invånare.

## Befolkningsutveckling
Antalet invånare i kommunen La Chapelle-sur-Usson
| Referens: INSEE |